# Harry Gray (football)
Pour les articles homonymes, voir Harry Gray et Gray.
Harry Gray, né le 8 octobre 2008 à Londres, est un footballeur anglais qui joue au poste d'avant-centre au Leeds United FC.

## Biographie
Harry Gray est le fils de l'international écossais Andy Gray et donc le frère d'Archie Gray, également footballeur professionnel,,.

### Carrière en club
Harry Gray est formé au Leeds United FC, dont il fait partie des plus grandes promesses,, où il commence sa carrière en championnat d'Angleterre de deuxième division. Il joue son premier match avec l'équipe première du club le 21 avril 2025, lors d'une victoire 6-0 contre Stoke City qui leur assure la promotion en première division,,.
Gray est ainsi sacré champion de deuxième division lors de la saison 2024-25, Leeds United FC terminant sur la plus haute marche du classement après avoir déjà assuré sa promotion,,.

### Carrière en sélection
Harry Gray est international avec l'équipe d'Angleterre des moins de 17 ans à partir de 2025,,.
Il est également éligible pour l'Écosse,.

## Palmarès
Leeds United FC
- Championnat d'Angleterre de deuxième division (1)
  - Champion en 2024-25